# Список персонажей телесериала «Говорящая с призраками»
Ниже приведены персонажи из телевизионного сериала «Говорящая с призраками» режиссёра Джона Грея.

## Главные герои

### Мелинда Гордон
Мелинда Гордон стала видеть призраков, когда была маленькой девочкой. Призракам, которые не могут перейти на тот свет из-за незавершённых проблем, она помогает обрести покой и совершить переход. Этот дар передаётся на протяжении многих поколений.
Она замужем за Джимом Клэнси и владеет своей антикварной лавкой. В пилотном и последних эпизодах мы видели парад детей. У неё и Джима есть сын Эйден Лукас, который имеет аналогичный, но более мощный дар, чем у Мелинды. Мелинду играет Дженнифер Лав Хьюитт.

### Джим Клэнси
Джим Клэнси является мужем Мелинды Гордон. Персонажа играет актёр Девид Конрад. Появляется во всех эпизодах.
Джим и Мелинда поженились и переехали в начале первого сезона. Джим был парамедиком, когда он спас её два раза из пожара. Джим узнал об уникальном даре Мелинды разговаривать с призраками ещё до свадьбы; он помогает ей так же много, как и её лучшая подруга Андреа Марино, погибшая в первом сезоне.
Был показан эпизод, когда Джим в юном возрасте становится свидетелем смерти своего брата Дэна. Увидев, как Дэн умирает, и будучи не в силах помочь, он становится фельдшером. Привидение Дэна приходит на свадьбу Джима и Мелинды и разговаривает с Мелиндой во время приёма после свадьбы.
После переживаний Мелинды в финале 2 сезона Джим обеспокоен тем, что привидения могут навредить ей. Он пытается найти информацию об отце Мелинды, Томе Гордоне, и её брате.
В эпизоде Прибежище героя Джим и Мелинда встречают приезд в Грендвью Мэтта, вернувшегося из Ирака. Мэтт становится параноиком из-за привидений своих погибших товарищей и посттравматического стрессового расстройства и пытается покончить с собой. Когда Джим пытается его переубедить, тот направляет на него пистолет.
В Weight of What Was Габриэль возвращается в Грендвью и сообщает, что он неполнородный брат Мелинды. Джим, Рик и Делия отправляются на поиски Мелинды, которая оказалась втянута в старый Грендвью, похороненный под нынешним городом. Тесса, предок Мелинды, которая также говорила с призраками, помогает им найти её, общаясь с Делией и Джимом.
Во время учёбы в медицинской школе Джим подумывает об отъезде из Грендвью, Мелинде сначала эта идея не нравится, но потом она соглашается.
В эпизоде Смертельный отец Джим признался Мелинде, что хочет когда-нибудь иметь детей. Мелинде удалось забеременеть, но эмбрион не закрепился. Ближе к концу эпизода Мнимые друзья и враги Джиму выстрелили в плечо. После удачной операции Мелинда осталась ждать, когда он проснётся. Через несколько часов она просыпается и видит, что Джим сидит рядом с ней; Джим говорит, что у него случилась эмболия, и просит Мелинду запомнить его таким. Тут она понимает, что Джим умер и прибежавшие врачи спасти его не смогли. Джим говорит ей: «Я всегда буду любить тебя, Мелинда», а затем его призрак исчезает. Его смерть предвещала премьеру сезона, когда призрак предупредил Мелинду, чтобы она остерегалась смерти тех, кого она любит. Отпечаток смерти может перейти на то, до чего она дотрагивается. Это плата за её дар.
Джим не хочет переходить в свет, так как он всё ещё любит Мелинду. Она просит его уйти в свет. Когда Джим и Мелинда становятся свидетелями аварии, Джим вселяется в тело погибшего мотоциклиста по имени Сэм Лукас. Но Мелинда видит лицо Джима, остальные лицо Сэма. Когда Мелинда говорит: «Ты вернулся», Джим, который в настоящее время считает, что он Сэм и ничего не помнит, как Джим, говорит: «Я знаю, тебя?» Мелинда пытается по кусочкам восстановить его память. Сначала он думает, что она сумасшедшая и не верит ей. Когда Мелинда оказывается в ловушке под землёй, Джим пытается её спасти, но ударяется головой и все воспоминания к нему возвращаются. Когда Джим спасает её, она называет его Сэмом, но он говорит, что он Джим. Мелинда понимает, что Джим вернулся, и радостно обнимает его.
Позже Мелинда узнаёт, что снова беременна, и оказывается это случилось незадолго до его смерти. Позже Мелинда начинает беспокоиться о своём будущем ребёнке. У неё начинаются кошмары. Джим и Мелинда снова женятся на том же месте, что и в первый раз, в присутствии Элая Джеймса, Делии Бэнкс и полного собрания духов.

### Бет Гордон
Бет Гордон - мать Мелинды. Она тоже говорит с призраками, но она боится своего дара и совершенно не умеет обращаться с призраками. Она скрывает его даже от самой Мелинды.

### Пол Истман
Пол Истман - настоящий отец Мелинды, но об этом она узнает только в конце третьего сезона, когда Том Гордон пытается убить ее. Родной отец защитил свою дочь. Она же помогла ему уйти в свет. Пол Истман при жизни тоже был говорящим.

### Том Гордон
Том Гордон является "отцом" Мелинды. Ужасный человек. Он бросил их с матерью, когда Мелинде было девять. Умер в последней серии третьего сезона, пытаясь убить Мелинду. В той же серии Мелинда узнает, что не его родная дочь.

### Гэбриэл Лоуренс (Гордон)
Гэбриэл Лоуренс (Гордон) - сын Тома Гордона от еще одной говорящей. Также является говорящим и служителем тьмы.

### Делия Бэнкс
Делия Бэнкс появляется во 2 сезоне. Она и её сын-подросток Нэд потеряли мужа и отца Чарли Бэнкса за три года до встречи с Мелиндой. Персонажа играет Кэмрин Мангейм.
Мелинда знакомится с Делией после того, как Нэд украл в её антикварном магазине пропуска. Делия рассказывает ей о том, как трудно быть агентом по продаже недвижимости и Мелинда приглашает её на работу к себе в магазин. Она ещё не знает о даре Мелинды. В эпизоде Первый призрак Делии её преследует призрак умершего мужа Чарли. Увидев, как Мелинда разговаривает сама с собой, она думает не обращать на это внимание. Но вскоре Мел рассказывает, что видит призраков. Делия даже решает не идти на работу к Мелинде. Лишь к концу эпизода Делия узнаёт, что Чарли хочет с помощью Мелинды её обезопасить. Ещё немного сомневаясь, Делия сообщает, что придёт на работу.

### Рик Пэйн
Рик Пэйн (которого играет Джей Мор) - чудной профессор, который является экспертом в оккультных науках и истории, который охотно помогает ей понимать сложные паранормальные явления, с которыми она сталкивается, впоследствии станет ее лучшим другом.

### Нэд Бэнкс
Нэда Бэнкса первоначально играл Тайлер Патрик Джонс, но начиная с 3 эпизода сезона эту роль исполняет Кристоф Сандерс. Нэд сравнительно хороший парень, который посвятил свою жизнь помогая Мелинде с оккультизмом. Он является сыном Делии и Чарли Бэнкс. События его юности были в некоторых эпизодах. Был пойман в антикварном магазине за кражей билетов The Grateful Dead. После того как узнал о даре Мелинды всегда был готов прийти к ней на помощь. В последующих сезонах часто получал травмы из-за призраков. В 3 сезоне попадает в частную школу.
Нэд верил в Мелинду, даже не имея какого-то дара.

### Элай Джеймс
Элай Джеймс был введён в первой серии 4 сезона. Героя играет Джейми Кеннеди.
В здании кампуса университета Рокленд 3 октября 2008 года он умер, но был возвращён, в результате чего имел околосмертные переживания. После этого он стал слышать духов, но не видеть их, как Мелинда. В течение четвёртого сезона он привыкает к своему новому дару и начинает ей помогать. Элай также помогает Мелинде, узнавая информацию в полиции.
Зое, предыдущий хранитель Книги перемен и экс-подруга Элайа, умерла после падения с лестницы, пытаясь остановить вора под влиянием наблюдателя. В конце 4 сезона Зое перешла в свет и сказала, что Элай — следующий хранитель книги. В 5 сезоне выясняется, что Эли является одним из преподавателей Неда в университете. Эвелин, мать Эли, умерла 7 лет назад, хотя сказал Мелинде и Джиму, что взял автограф для мамы во время шоу, когда та посещала Грендвью. Рей Джеймс, отец Элайа, умер от инфаркта в 3 эпизоде 5 сезона.
Элай и Мелинда с течением времени стали очень близкими друзьями. Сначала он думал, что Мелинда сумасшедшая, пока не понял, что у него почти такой же дар. После этого он всегда помогал Мелинде и получал от этого удовольствие.

### Эйден Лукас
Эйден Лукас сын Мелинды Гордон и Джима Клэнси. Исполняет Коннор Гиббс.
Эйден родился 25 сентября 2009 года. до его рождения наблюдатели предсказали Мелинде, что её сын будет обладать куда более сильным даром. Во время родов ей потребовалось кесарево сечение. Ребёнка называют в честь отца Джима и Сэма. Каждый год в его день рождения случается что-нибудь плохое. Делия и Мелинда назвали его рождение проклятием. Эйдена преследовал дух умершей женщины, которая умерла во время родов, когда рожала Мелинда. Призрак считает, что Эйден это дух её умершего сына и она будет преследовать Эйдена каждый год в его день рождения.
Мелинда обнаружила, что сын этой женщины жив и живёт со своим отцом. Женщина ушла в свет. Позже Мелинда узнала, что её сын можеть чувствовать человеческие эмоции. Он эмпат. Эйден может видеть и слышать духов также, как и его мать.

## Бывшие персонажи

### Андреа Марино
Андреа Джойс Марино (sometimes mentioned as Moreno) до встречи с Мелиндой работала юристом в Нью-Йорке. Переехала в Грендвью и стала работать в магазине Мелинды. Высокого роста. Роль исполняет Айша Тайлер. Андреа была лучшей подругой Мелинды, которая тоже знала о её даре, но не посчитала её сумасшедшей, а стала поддерживать, интересоваться и помогать ей в этом деле. Она очень добрая, красивая и милая женщина, любящая шутить, пить кофе и есть сладости, но когда речь заходит о работе, она становится очень внимательной и порой ей приходится отвлекать клиентов магазина от того, что те заметили, как Мелинда "разговаривает сама с собой". Впервые появляется в пилотной серии на свадьбе Мелинды и Джима, когда она поймала её букет и в радостях побежала с ней танцевать. В той же серии можно понять, что она работает с ней в антикварном магазине и что она холостая незамужняя женщина. Иногда Андреа, Мелинда и Джим собираются вместе за одним столом, как самые настоящие друзья. В 4 серии она  сама заплатила налог за магазин, чем поразила Мелинду, которая согласилась сделать Андреа своим официальным партнёром по бизнесу. В 7 серии она угрожает посадить в тюрьму Энтони, который продал ей поддельные часы. Это произошло во время их свидания за ночным столиком в ресторане. Таким образом, ей удаётся вернуть деньги обратно к себе. В 16 серии её преследует и пугает призрак парня, который вместе с ней учился, чтобы предупредить её о том, что он, его брат и отец упали в горах. Позже он говорит Мелинде, что был тайно влюблён в Андреа, а затем ушёл в свет. В 18 серии гадалка на ярмарке предсказала ей проблемы с её братом .  Она думала, что с ним что то случится плохое, но уже в ближайшем времени всё оказалось совсем по-другому. В 20 серии становится известно, что она влюблена и встречается со школьным учителем и поэтом Эштоном Беллузо. Погибла в 21 серии 1 сезона, но о своей смерти узнала только в конце 22 серии 1 сезона.
Погибла в авиакатастрофе, а точнее сам самолёт упал на её машину, когда та ехала к своему брату в надежде на то, что сможет найти информацию про точный рейс в его квартире. Позже она думала, что её брат, Митч, мёртв, не подразумевая, что всё наоборот. В конце 22 серии 1 сезона Митч не заметил её, а когда Мелинда рассказала ему вслух про судьбу Андреа, то та, услышав это ещё и лично от подруги залилась горькими слезами понимания всего происходящего:"Не может быть! Я же только что влюбилась в этого поэта!". При жизни она успела приготовить ему подарок в виде часов с цепочкой, на обратной стороне которых была надпись "Любовь никогда не умрёт". Пока Андреа находилась в состоянии слабости, ею завладел тёмный дух шляпочника Романо, который творил с ней невероятное, а самое главное, внушал ей, что не нужно идти в свет и что нужно ненавидеть Мелинду.Позже в минуту спокойствия Андреа призналась ей, что на минуту она захотела поменяться с братом местами, поэтому она не заслуживает покоя. Рассказав про это Митчу, Мелинда сумела прийти с ним в антикварный магазин. Когда тот вслух сказал про последние слова их отца перед смертью, про его злобу на неё за то, что та отсутствовала в тот момент и про то, как гордится и любит её, несмотря ни на что, Андреа пришла в себя, вернув привычный разум и доброту себе, это позволило ей больше не подчиняться злому духу, а наоборот попрощаться с братом и Мелиндой, что позволило ей в конце 1 серии 2 сезона уйти в свет, пообещав встретить Мелинду, когда той придёт время прийти туда. Андреа упоминалась несколько раз в том же втором сезоне. Например, в пятой серии Мелинда навещает её могилу во время подготовки к празднику Хэллоуин. В 19 серии, когда Делия не поверила ей в её дар, Мелинда в слезах винила себя, что с помощью дара она никогда не помогала своим близким, упомянув имя Андреа. В предпоследней серии того же сезона Мелинда и Рик Пейн подтвердили, что авиакатстрофа произошла 11 мая 2006 года в 10:30. Это говорит о том, что раннее упомянутая дата является датой её смерти.